# John Haswell
John Haswell (ur. 20 marca 1812 w Lancefield, koło Glasgow, zm. 8 czerwca 1897 w Wiedniu) – szkocki inżynier i konstruktor lokomotyw, działający w Wiedniu, uznawany za jednego z ojców współczesnego przemysłu austriackiego. 
Uznawany za jednego z ojców współczesnego przemysłu austriackiego, autor wielu wynalazków usprawniających pracę parowozów, często niepatentowanych i przez to przypisywanych innym wynalazcom. 

## Życiorys

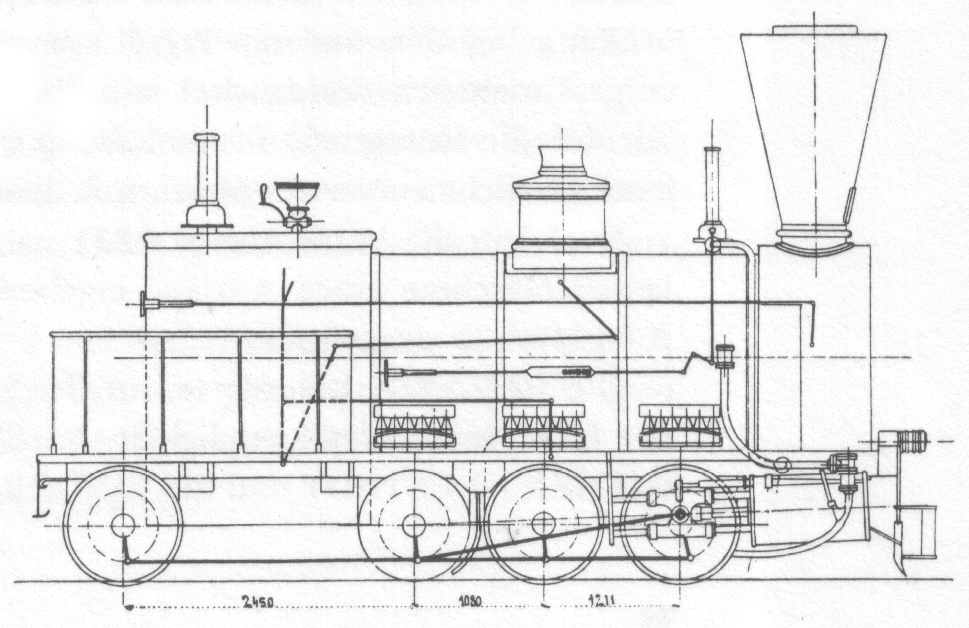
Lokomotywa SStB – Vindobona przed przebudową

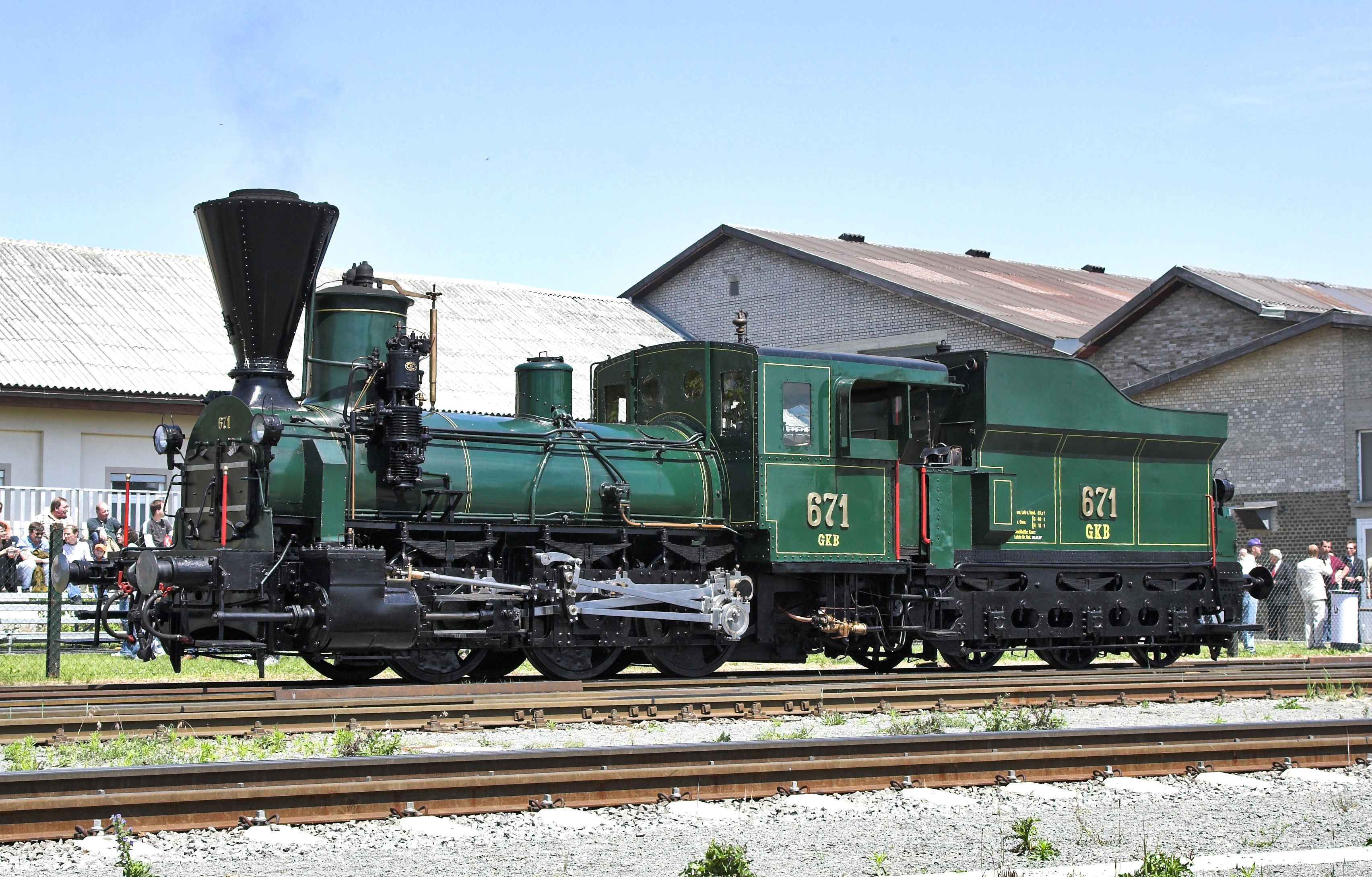
Lokomotywa wyprodukowana w 1860 roku

John Haswell urodził się 20 marca 1812 w Lancefield, koło Glasgow. Studiował inżynierię mechaniczną w Andersonian college w Glasgow. Następnie pracował w fabrykach maszyn Claus Girwood & Co. w Glasgow (1834) i Fairbairn & Co. w Manchesterze (1835). W 1837 roku otrzymał zlecenie opracowania planów wyposażenia wiedeńskiej fabryki taboru kolei Wiener-Raaber-Bahn a w 1838 roku nadzorował na miejscu montaż maszyn. Następnie za namową Mathiasa von Schönerera (1807–1881) przyjął pracę jako kierownik głównego warsztatu kolei Wiener-Raaber-Bahn, późniejszej Lokomotivfabrik der StEG. W 1840 roku jego zakład wyprodukował pierwszą lokomotywę. 
W 1850 roku, jako jeden z czterech uczestników, przystąpił do konkursu na budowę lokomotywy do obsługi linii kolejowej Semmering – pierwszej linii normalnotorowej kolei górskiej w Europie. Linia Semmring wymagała budowy nowej lokomotywy, zdolnej do prowadzenia pociągu w ostrych zakrętach i przy wysokim nachyleniu terenu. Promień łuku górskiego toru kolejowego był mały, a parowozy, by mieć odpowiednią moc na trasę górską były ciężkie i długie. Osie w ostoi były osadzone sztywno, co powodowało wykolejanie. Wyzwaniem była taka budowa parowozu, by był on na tyle elastyczny aby pokonać ciasne łuki, a jednocześnie na tyle sztywny, by przy większych prędkościach zagwarantować spokojną jazdę. Na potrzeby konkursu Haswell zbudował SStB – Vindobonę – która konkursu nie wygrała (żaden z projektów nie sprostał wymogom eksploatacji i dopiero Wilhelm Engerth, wykorzystując najlepsze pomysły z projektów konkursowych stworzył odpowiedni parowóz wieloczłonowy (parowóz Engertha)), to jednak Vindobona pozostawała najdłużej eksploatowaną lokomotywą konkursową na linii Semmering. 
W 1860 roku wynalazł hydrauliczną prasę kuźniczą (niem. hydraulische Schmiedepresse). 
Fabryka, którą prowadził cieszyła się wielkim uznaniem ówczesnych elit technicznych. Produkowano tu lokomotywy typu 1'A', 2'A', 1'B', 2 'B', C i D oraz wagony na zlecenia krajowe i zagraniczne.
Haswell przeszedł na emeryturę w 1882 roku.